# Bellot (Seine-et-Marne)
Bellot település Franciaországban, Seine-et-Marne megyében. Lakosainak száma 776 fő (2022. január 1.). Bellot La Ferté-Gaucher, Sablonnières, Saint-Barthélemy, Saint-Léger, Verdelot és Villeneuve-sur-Bellot községekkel határos.

## Népesség
A település népességének változása:
| Lakosok száma | 781  | 785  | 786  | 774  | 769  | 773  | 773  | 774  | 776  |
|               | 2013 | 2015 | 2016 | 2017 | 2018 | 2019 | 2020 | 2021 | 2022 |